# SFMS
Система структурированных финансовых сообщений (SFMS, англ. Structured Financial Messaging System) — международная и внутренняя индийская система передачи финансовых сообщений и платежей. Фактически является альтернативой, в части передачи финансовых сообщений, бельгийской системе международных банковских переводов SWIFT и китайской CIPS. SFMS может использоваться для безопасной связи внутри банка и между банками. Система была запущена 14 декабря 2001 года в IDRBT. SFMS обладает рядом функций и представляет собой модульное программное обеспечение с поддержкой Интернета, с гибкой архитектурой, облегчающей централизованное или распределенное развертывание. Контроль доступа осуществляется с помощью пользовательского доступа на основе смарт-карт, а сообщения защищены с помощью стандартных служб шифрования и аутентификации, соответствующих стандартам ISO.
Часть межбанковских сообщений используется такими приложениями, как электронный перевод средств (EFT), системы валовых расчетов в реальном времени (RTGS), сравнение доставки и платежей (DVP), централизованные системы управления средствами (CFM) и другие. SFMS предоставляет интерфейсы прикладных программ (API), которые можно использовать для интеграции существующих и будущих приложений с SFMS. Несколько банков интегрировали его со своим основным или централизованным банковским программным обеспечением.
С целью привлечения пристального внимания и содействия развитию технобанкинга в стране институт продвигал новую компанию раздела 8 под названием The Indian Financial Technology and Allied Services (IFTAS). Штаб-квартира IFTAS находится в Мумбаи, в обязанности IFTAS входит предоставление услуг, связанных с IT, РБИ, банкам и другим финансовым учреждениям.
С 2022 года обсуждается возможность интеграции российской системы СПФС с индийской SFMS для обхода санкций США и торговли с использованием этой системы напрямую Индии и России. С 2023 года Сбербанк России получил регистрацию в качестве иностранного портфельного инвестора в Индии и при помощи своего филиала предоставляет услуги переводов по системе SFMS внутри Индии.